# Cinema d'Egipte
El cinema d'Egipte es refereix a la florent indústria cinematogràfica amb seu al Caire, Egipte, de vegades també anomenada Hollywood al Nil. Des de 1976, la capital celebra anualment el Festival Internacional de Cinema del Caire, que ha estat acreditat per la Federació Internacional d'Associacions de Productors Cinematogràfics. Hi ha un 12 festivals addicionals. Dels més de 4.000 curtmetratges i llargmetratges realitzats a la regió MENA des de 1908, més de tres quartes parts eren pel·lícules egípcies. Les pel·lícules egípcies normalment es parlen en dialecte àrab egipci.

## Història

### Començaments

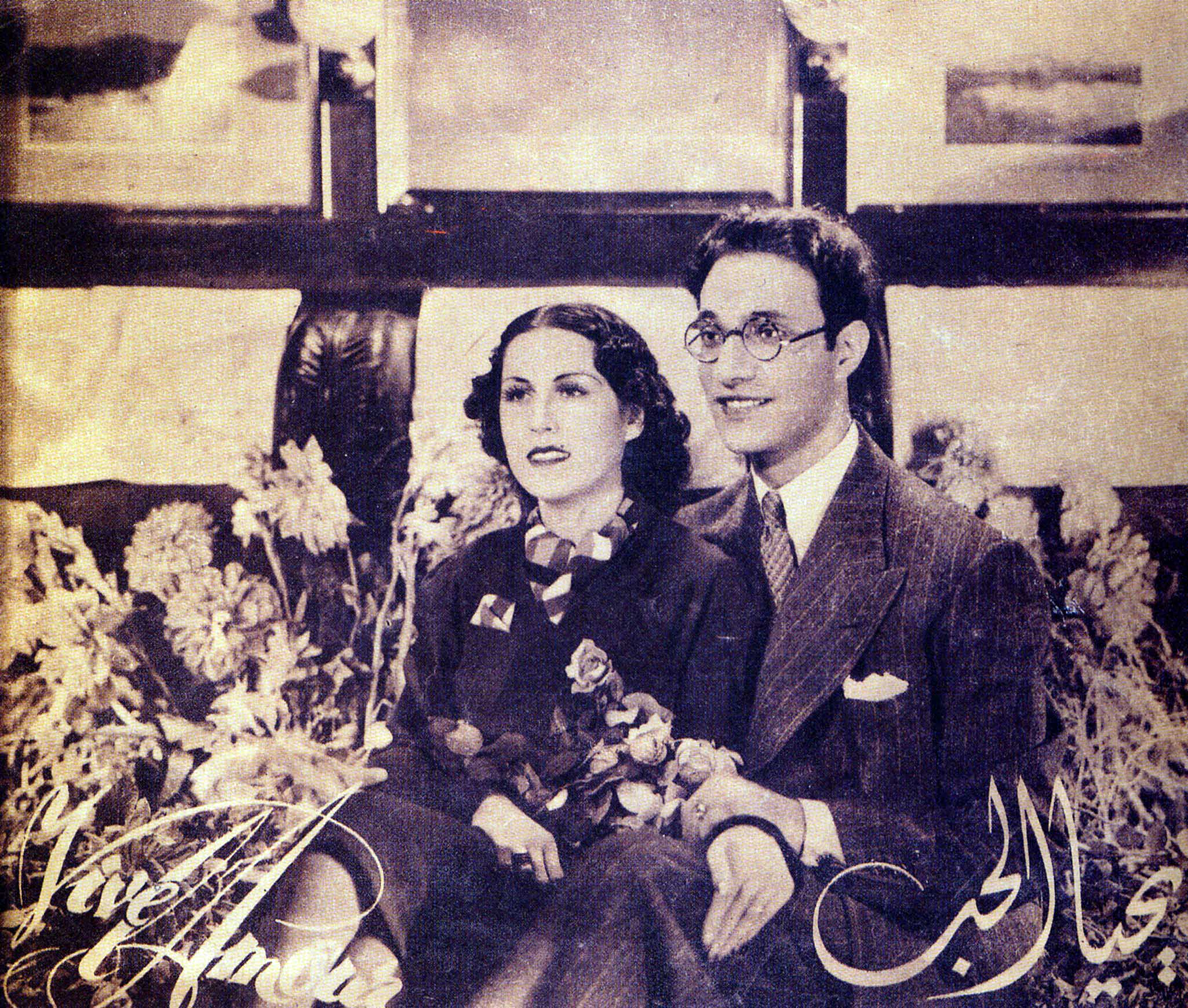
Cartell de la pel·lícula egípcia Yahya el hub (1938).

Mentre que un nombre limitat de pel·lícules mudes es van fer a Egipte des de 1896 (Laila de 1927 és la més notable com el primer llargmetratge), la indústria cinematogràfica del Caire es va convertir en una força regional amb l'arribada del so. Entre 1930 i 1936, diversos petits estudis van produir almenys 44 llargmetratges. En 1936, Studio Misr, finançat per l'industrial Talaat Harb, va sorgir com el principal equivalent egipci dels principals estudis de Hollywood, un paper que la companyia va mantenir durant tres dècades.
Els historiadors no es posen d'acord a determinar el començament del cinema a Egipte, hi ha els qui van dir que a partir de 1896 amb la primera pel·lícula vista a Egipte, mentre que altres van pensar que el començament del cinema en el 20 de juny de 1907 amb un curt documental sobre la visita de Khedive Abbàs Hilmi II a l'Institut de Mursi Abul-Abbas a Alexandria. En 1917, el director Mohamed Karim va establir una companyia de producció a Alexandria. La companyia va produir dues pel·lícules: Dead Flowers i Honor the Bedouin, que es van exhibir a la ciutat d'Alexandria a principis de 1918.
Des d'aleshores, a Egipte s'han produït més de 4.000 pel·lícules, les tres quartes parts de la producció àrab total. L'historiador Samir Kassir assenyalava (2004) que Misr Studios en particular, "malgrat els seus alts i baixos, havien de fer del Caire la tercera capital de la indústria cinematogràfica mundial, després de Hollywood i Bombai però per davant de Cinecittà d'Itàlia."Egipte és el país més productiu de l'Orient Mitjà en l'àmbit de la producció cinematogràfica, i el que té el sistema multimèdia més desenvolupat.
Des de llavors, s'han produït més de 4.000 pel·lícules a Egipte, tres quartes parts de la producció total dels àrabs. Egipte és el país més productiu de Mitjà Orient en el camp de la producció cinematogràfica, i el que té el sistema de mitjans més desenvolupat.

### L'edat d'or

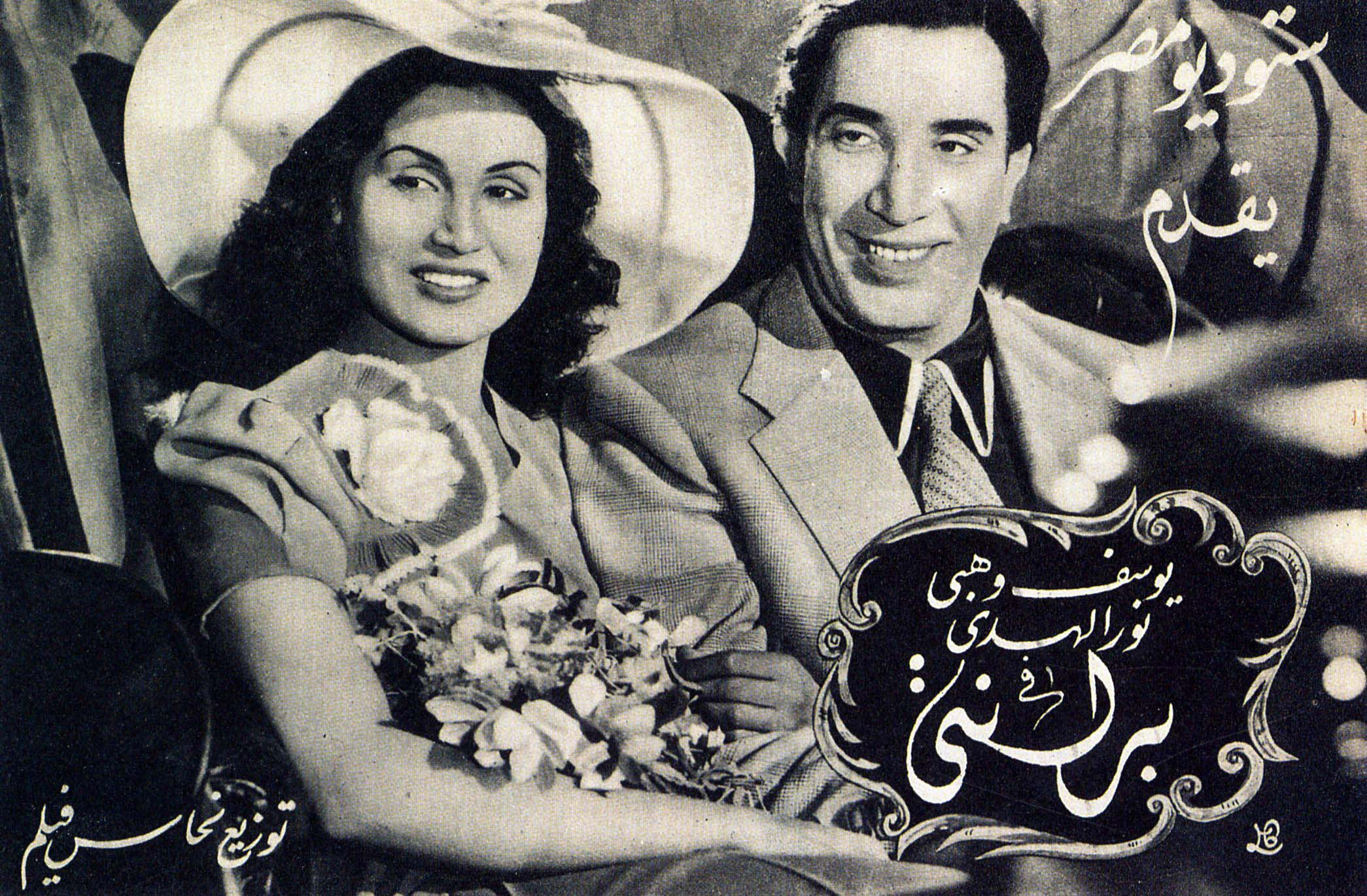
Cartell per a la pel·lícula egípcia Berlanti (1944).

Les dècades de 1940, 1950 i 1960 generalment es consideren l'edat d'or del cinema egipci. En la dècada de 1950, la indústria cinematogràfica d'Egipte era la tercera més gran del món. Com a Occident, les pel·lícules van respondre a la imaginació popular, la majoria caient en gèneres predictibles (els finals feliços són la norma), i molts actors fent carreres de tocar parts fortament estereotipades. En paraules d'un crític, "si una pel·lícula egípcia destinada a audiències populars mancava de qualsevol d'aquests requisits previs, constituïa una traïció del contracte no escrit amb l'espectador, els resultats del qual es manifestarien a la taquilla".
El 1940, l'empresari i traductor Anis Ebeid va crear "Anis Ebeid Films", como la primera compañía de subtitulado en Egipto y Oriente Medio, trayendo cientos de películas estadounidenses y mundiales a Egipto. com la primera companyia de subtitulat a Egipte i Orient Mitjà, portant centenars de pel·lícules estatunidenques i mundials a Egipte. Més tard va ingressar en el negoci de distribució de pel·lícules també.
Els canvis polítics a Egipte després del derrocament del rei Faruk I el 1952 inicialment van tenir poc efecte en la pel·lícula egípcia. En 1957 es va crear l'Institut Superior de Cinema del Caire dependent del Ministeri d'Educació. El règim de Nasser va buscar el control de la indústria només després de recórrer al socialisme el 1961. En 1966, la indústria cinematogràfica egípcia havia estat nacionalitzada. Com és el cas respecte a tots els assumptes durant aquest període, llavors es poden trobar opinions diametrals sobre la indústria del cinema. En paraules d'Ahmed Ramzi, un home líder de l'època, "se'n va anar als gossos". La "mà forta del govern" que va acompanyar la nacionalització del cinema egipci "va sufocar les tendències innovadores i va minar el seu dinamisme". No obstant això, considerant una revisió moderada bastant moderna com la donada pel Festival Internacional de Cinema de Dubai, la majoria de les 44 pel·lícules egípcies que figuren en les millors 100 pel·lícules àrabs de tots els temps van ser produïdes durant aquest període. Títols notables inclosos Al-Mummia, Bab el hadid, Marti, mudir aam, Al Nasser Salah Ad-Din, El carter, Rod Qalby, El aydi el naema i Al-ard.
A la dècada de 1970, les pel·lícules egípcies van aconseguir un equilibri entre la política i l'entreteniment. Pel·lícules com Khalli Balak min Zouzou de 1972, protagonitzada per "La Ventafocs del cinema àrab", Soad Hosny, van buscar equilibrar la política i l'atractiu de l'audiència. Zouzou va integrar la música, la dansa i les modes contemporànies en una història que equilibrava el ferment universitari amb el melodrama familiar.
Entre els títols més destacatas de la dècada del 1970 hi ha; Ghroob Wa Shrooq, Thartharah fawq el-Nil, Al Rajul Al Akhar, Al Rasasa La Tazal Fi Gaiby, Karnak, Al Mothneboon, Orid hallan, Ala mn notlik Al-Rosas, Iskanderija... lih, Shafika wa Metwalli. La pel·lícula de Hassan Ramzi de 1975 Al-Rida’ al-Abyad (El vestit blanc) es va estrenar a la Unió Soviètica el 1976, venent 61 milions d’entrades al país. Això la va convertir en la pel·lícula estrangera més taquillera de l'any i en la setena pel·lícula estrangera més taquillera mai a la Unió Soviètica. Això també la va convertir en la pel·lícula egípcia més taquillera de tots els temps, amb les seves vendes d'entrades soviètiques que van superar les vendes d'entrades a tot el món de totes les altres pel·lícules egípcies, aconseguint ingressos superiors a 28.700.000 dòlars el 1975.

### Període de transició
A fins dels anys setanta i en els vuitanta es van produir pel·lícules destacades com Hadduta misrija, The Bus Driver, Al-Tawous, Al Bary, Al-Tawk wa El-Eswira, Lahzet Da'af, Zawgat Ragoul Mohem, i The Shame, però després la indústria cinematogràfica egípcia va estar en declivi, amb el sorgiment del que es va denominar "pel·lícules de contractistes". L'actor Khaled El Sawy els va descriure com a pel·lícules "on no hi ha història, ni actuació ni qualitat de producció de cap mena ... pel·lícules de fórmula bàsica que apunten a guanyar diners ràpids". La quantitat de pel·lícules produïdes també va disminuir, de gairebé 100 pel·lícules per any en el millor moment de la indústria al voltant d'una dotzena en 1995. Durant la major part de 1980, el cineasta d'Alemanya Occidental Teod Richter va treballar al Caire filmant el que seria la seva última pel·lícula, el minut 248 característica silenciosa "Memory Through Tales Told".
Això va durar fins a l'estiu de 1997, amb Ismailia Rayeh Gayy (Ismailia anada i tornada). La comèdia va sorprendre a la indústria cinematogràfica, que va gaudir d'un èxit sense precedents i va proporcionar grans guanys als productors, presentant a Mohammed Fouad (un famós cantant) i Mohammed Henedi, un actor bastant desconegut que després es va convertir en l'estrella còmica número u. Sobre la base de l'èxit d'aquesta pel·lícula, diverses pel·lícules de comèdia van ser llançades en els anys següents com Al-Kit Kat, Al-Ra'i wal Nisaa (El pastor i les dones), Al-Irhab wal kabab, Al-Erhabi o Nasser 56.

### Present
Des de la dècada de 1990, el cinema d'Egipte ha anat en direccions diferents. Les pel·lícules d'art més petites atreuen una mica d'atenció internacional, però l'assistència és escassa en la llar. Pel·lícules populars, sovint comèdies àmplies com ṣabāḥū kadab, i les obres extremadament rendibles del comediant Mohamed Saad, una batalla per a mantenir al públic atret per les pel·lícules occidentals o, cada vegada més, recelós de la immoralitat percebuda del cinema.
Algunes produccions, com Sahar el Layali (Nits insomnes) de 2003, històries entrellaçades de quatre parelles burgeses i Imarat Yacoubian (Edifici Yacoubian) de 2006 superen aquesta divisió gràcies a la seva combinació d'alta qualitat artística i atractiu popular.
En 2006, es va llançar la pel·lícula Awkat Faragh (Temps lliures). Un comentari social sobre el declivi de la joventut egípcia, la pel·lícula va ser produïda amb un baix pressupost i amb els consegüents baixos valors de producció. La pel·lícula, no obstant això, es va convertir en un èxit. El seu controvertit tema, els rerefons sexuals en la societat actual, va ser vist com una confirmació que la indústria estava començant a córrer riscos.

## Festivals
Des de 1952, el Caire celebra el festival de cinema del Centre Catòlic. És el festival de cinema més antic de l'Orient Mitjà i Àfrica. Està especialitzat en cinema egipci. Des de 1976, El Caire ha celebrat el Festival Internacional de Cinema del Caire anual, que ha estat acreditat per la Federació Internacional d'Associacions de Productors Cinematogràfics. Altres festivals de cinema se celebren a Egipte, com ara:
- Festival de Cinema Africà de Luxor
- Festival Internacional de Cinema de Dones d'Assuan
- Festival Internacional de Cinema de Dones del Caire
- Festival Internacional de Cinema d'Alexandria
- Festival de Cinema El Gouna
- Jornades de cinema al Caire
- Festival Nacional de Cinema Egipci
- Festival de cinema francòfon del Caire
- Festival de Cinema del Centre Catòlic
- Port Said Festival de Cinema Àrab
- Festival de la Film Association for Egyptian Cinema
- Festival de Cinema de Sharm El-Sheikh
- Festival Internacional de Cinema d'Ismailia per a Documentals i Curtmetratges

## Figures destacades

### Directors
- Ahmed Badrakhan (1909–1969)
- Anwar Wagdi (1904–1955)
- Atef E-Taieb (1947–1995)
- Daoud Abdel Sayed (1946–)
- Ezz El-Dine Zulficar (1919–1963)
- Hassan El-Imam (1919–1988)
- Henry Barakat (1912–1997)
- Hussein Kamal (1932–2003)
- Jehane Noujaim (1974–)
- Karim Diaa El-Din (1946-2021)
- Khairy Beshara (1947–)
- Maher Sabry (1967–)
- Mahmoud Zulfikar (1914–1970)
- Marwan Hamed (1970–)
- Mohamed Khan (1942–2016)
- Mohammed Karim (1896–1972)
- Salah Abu Seif (1915–1996)
- Shady Abdel Salam (1930–1986)
- Sherif Arafa (1960–)
- Tamer El Said (1972–)
- Yousry Nasrallah (1952–)
- Youssef Chahine (1926–2008)
- Youssef Wahbi (1898–1982)

### Directors de fotografia
- Wahid Farid (1919-1998)
- Tarek El-Telmissany (1950–)

### Actors i actrius
- Abdel Halim Hafez (El Andaleeb) (1929–1977)
- Adel Emam (1940–)
- Ahmed El Sakka (1973–)
- Ahmed Ezz (1971–)
- Ahmed Helmy (1969–)
- Ahmed Mazhar (1917–2002)
- Ahmad Zaki (1949–2005)
- Amina Rizk (1910–2003)
- Anwar Wagdi (1904–1955)
- Elham Shahin (1961–)
- Emad Hamdy (1909–1984)
- Ezzat El Alaili (1934–2021)
- Ezz El-Dine Zulficar (1919–1963)
- Farid al-Atrash (1915–1974)
- Farid Shawky (1920–1998)
- Farouk al-Fishawy (1952–2019)
- Faten Hamama (1931–2015)
- Fuad Al Mohandes (El Ostaz) (1924–2006)
- Hend Rostom (1929–2011)
- Hussein El Imam (1951-2014)
- Hussein Fahmy (1940–)
- Ismail Yasin (1912–1972)
- Khaled Abol Naga (1966–)
- Laila Elwi (1962–)
- Layla Murad (1918–1995)
- Laila Taher (1942–)
- Lebleba (1945–)
- Madiha Yousri (1921–2018)
- Magda (1931–2020)
- Mahmoud Abdel Aziz (1946–2016)
- Mahmoud Yassin (1941–2020)
- Mahmoud Zulfikar (1914-1970)
- Mariam Fakhr Eddine (1933–2014)
- Mary Queeny (1913–2003)
- Mervat Amin (1946–)
- Mohamed Abdel Wahab (1902–1991)
- Mohamed Henedi (1965–)
- Mona Zaki (1976–)
- Mounira El Mahdeya (1885–1965)
- Nabila Ebeid (1945–)
- Nadia Al-Gindi (1946–)
- Nadia Lutfi (1937–2020)
- Nagat El-Sagheera (1938–)
- Naglaa Fathi (1951–)
- Naguib Al Rihani (1889–1949)
- Naima Akef (1932–1966)
- Nelly Mazloum (1929–2003)
- Nour El-Sherif (1946–2015)
- Omar Sharif (1932–2015)
- Poussi (1953–)
- Rushdy Abaza (1926–1980)
- Sabah (1921–2014)
- Safia El Emari (1949–)
- Salah Zulfikar (1926–1993)
- Samia Gamal (1924–1994)
- Samir Ghanem (1937–2021)
- Sanaa Gamil (1932–2002)
- Shadia (1929–2017)
- Shukry Sarhan (1925–1997)
- Shwikar (1939–2020)
- Soad Hosny (1943–2001)
- Soher Al Bably (1937–)
- Tahiya Carioca (1920–1999)
- Youssef Wahbi (1898–1982)
- Yousuf Shaaban (1931–2021)
- Yousra (1955–)
- Zaki Rostom (1903–1972)

### Crítics de cinema
- Samir Farid (1943–2017)

### Compositors
- Ammar El Sherei (1948–2012)
- Ali Ismael (1922-1974)
- Fouad Al-Zahery (1916-1988)
- Moody El Imam (1957-)
- Omar Khairat (1948–present)
- Hesham Nazih (1972-present)